# Duroia plicata
Duroia plicata là một loài thực vật có hoa trong họ Thiến thảo. Loài này được Benoist mô tả khoa học đầu tiên năm 1920.